# 남방털코웜뱃
남방털코웜뱃 또는 남방콧등털웜뱃(Lasiorhinus latifrons)은 3종으로 이루어진 웜뱃의 일종이다. 눌라보 평원 동부 지역부터 뉴사우스웨일스 주 경계 지역까지의 반건조 관목 지대와 유칼립투스 상록 관목 숲 지대의 산개된 지역에서 발견된다. 3종의 웜뱃 중에서 가장 작다. 새끼들 일부는 건기를 넘겨 살아남지 못하기도 한다. 사우스오스트레일리아 주의 상징 동물이다. 가장 오래 산 남방털코웜뱃으로 시카고 외곽의 브룩필드 동물원에 사육되었던 수컷 한마리와 암컷 한마리가 보고된 적이 있었다. 수컷의 이름은 34살까지 살았던 카버(Carver)였으며, 카버의 어미 비키(Vicky)는 24살까지 살았다. 2010년 사우스오스트레일리아 주에서 사육되었던 웜뱃 월리(Wally)도 34살까지 살았다고 보고된 적이 있다. 2015년 기준으로, 사육되는 남방털코웜뱃 중에서 가장 나이가 많은 웜뱃은 토론토 동물원의 햄릿(Hamlet)으로 33살이다.

## 참고 자료
- Ruykys, Laura; Breed, Bill; Schultz, David; Taggart, David (April 2013). “Effects and treatment of sarcoptic mange in Southern Hairy-nosed Wombats (Lasiorhinus latifrons)”. 《Journal of Wildlife Diseases》 49 (2): 312–320. doi:10.7589/2012-10-256. 2015년 4월 29일에 확인함.